# Vironas
Vironas (in greco Βύρωνας?) è un comune della Grecia situato nella periferia dell'Attica (unità periferica di Atene Centrale) con 64 661 abitanti secondo i dati del censimento 2001.